# Oitavo Cerco de Gibraltar
O Oitavo Cerco de Gibraltar, ocorrido em 1462, foi um esforço bem-sucedido da Coroa de Castela para tomar a cidade fortificada de Gibraltar dos mouros do Reino Nacérida de Granada. A captura desta posição, fracamente defendida e conseguida com poucos combates, foi estrategicamente importante na derrota final dos mouros na Península Ibérica.

## Antecedentes
Gibraltar ocupou uma posição estratégica na Idade Média, servindo como porta de entrada para as forças armadas do Magrebe entrarem na Península Ibérica. Tinha sido uma possessão moura por 748 anos, exceto por alguns curtos intervalos de controle estrangeiro. No início do século XV, os castelhanos conquistaram grande parte de Granada, mas os mouros usaram Gibraltar como uma base segura a partir da qual invadiram o país circundante.
O maior proprietário de terras da região, Henrique Peres de Gusmão, morreu em um ataque mal planejado a Gibraltar em 1435. Os mouros recuperaram o corpo de Henrique e colocaram-no numa barcina, ou cesto de vime, que suspenderam nos muros do castelo. Os mouros rejeitaram muitas ofertas dos cristãos para devolver o corpo. No entanto, por volta de 1460, o Reino Nacérida estava mortalmente enfraquecido e não duraria muito mais tempo.

## Cerco
Em agosto de 1462, um cristão convertido de Gibraltar avisou aos castelhanos que grande parte da guarnição havia deixado temporariamente a cidade. Alil Carro, mouro convertido, informou ao governador de Tarifa, Afonso de Arcos, que a fortaleza estava quase indefesa. No dia seguinte, Arcos fez um ataque. Capturou alguns soldados mouros e os torturou para obter informações sobre o tamanho da guarnição, que acabou sendo grande demais para ele ter sucesso com suas próprias pequenas forças. Pediu ajuda às cidades vizinhas, de seu parente Afonso, Conde de Arcos, alcaide de Algeciras e de João Afonso de Gusmão, 1.º Duque de Medina Sidônia, o nobre mais poderoso da região. O duque era filho de Henrique Peres de Gusmão, que morrera em 1435, e o ajudou nesse ataque.
Quando chegaram as primeiras tropas, o governador Afonso de Arcos fez um ataque facilmente repelido. No entanto, outro desertor trouxe a notícia de que a guarnição estava discutindo se deveria se render e, em caso afirmativo, em que termos. Pouco depois, uma delegação de mouros veio e ofereceu-se para se render se tivessem permissão para partir e tomar suas propriedades. Afonso de Arcos adiou a decisão de aceitar esses termos até que alguém com maior autoridade chegasse. Rodrigo, filho do Conde de Arcos, entrou em cena. Também se sentiu incapaz de conceder condições de rendição. No entanto, Rodrigo assumiu o controle dos portões da cidade, dos quais os mouros se retiraram para o castelo.
Quando o duque João Afonso finalmente apareceu, houve uma disputa sobre quem deveria ter a honra de tomar o castelo. Para evitar brigas, ficou combinado que o duque e o conde de Arcos entrariam na fortaleza ao mesmo tempo e colocariam seus estandartes simultaneamente. Após alguns dias de negociação, sob a condição de que pudessem sair com seus pertences, os defensores se renderam ao duque. O castelo foi conquistado em 16 de agosto de 1462. O "cerco" talvez tenha o nome incorreto, pois houve poucos combates e nenhum uso de armas de cerco.

## Rescaldo
O duque ocupou e guarneceu a fortaleza. Havia risco de violência entre suas forças e as do Conde de Arcos, mas isso foi evitado. Os restos mortais do conde Henrique foram recuperados e colocados em uma capela da Calahorra no castelo. O rei Henrique IV de Castela acrescentou o nome de Gibraltar à sua lista de títulos. Deu à cidade o brasão de um castelo com um pingente de chave, significando que era a chave do Mediterrâneo. Henrique nomeou Pedro de Porras governador e, em seguida, Beltrán de La Cueva. Alguns anos depois, durante uma luta interna pelo poder entre Henrique IV e um grupo de nobres que apoiavam seu irmão Afonso, o duque de Medina Sidônia novamente sitiou Gibraltar. Após um cerco de quinze meses, o duque tomou a cidade. Sua família controlaria Gibraltar até 1502, quando a coroa de Castela finalmente tomou posse.